# Tristan Gale
Tristan Gale (Ruidoso, Novo México, 10 de agosto de 1980) é uma piloto de skeleton norte-americana. Ela conquistou uma medalha de ouro olímpica em 2002.